# رنه لوموان
رنه لوموان (فرانسوی: René Lemoine‎; ۲۹ دسامبر ۱۹۰۵ – ۱۹ دسامبر ۱۹۹۵) شمشیرباز اهل فرانسه بود.
وی در مسابقات کشوری و بین‌المللی در مجموع برندهٔ ۱ مدال طلا، ۱ مدال نقره شده‌است.